# Sloup – obelisk
Sloup – obelisk (pylon) se nachází u parku Indiry Gándhíové před budovou Fakulty architektury ČVUT v Thákurově ulici v Dejvicích v Praze 6.

## Popis a umístění
Sloup – obelisk je umístěn na nádvoří Nové budovy ČVUT před vstupem do budovy na soklu. Je to světle šedý železobetonový kvádr se stejnou výškou jako budova, tj. cca 30 m. Autorkou návrhu poeticky střídmé budovy i střídmého díla ve stylu postmoderny je významná česká architektka Alena Šrámková. Dílo bylo postaveno v roce 2011 a tvoří dobře viditelnou dominantu místa.
Dílo je celoročně volně přístupné.

## Galerie

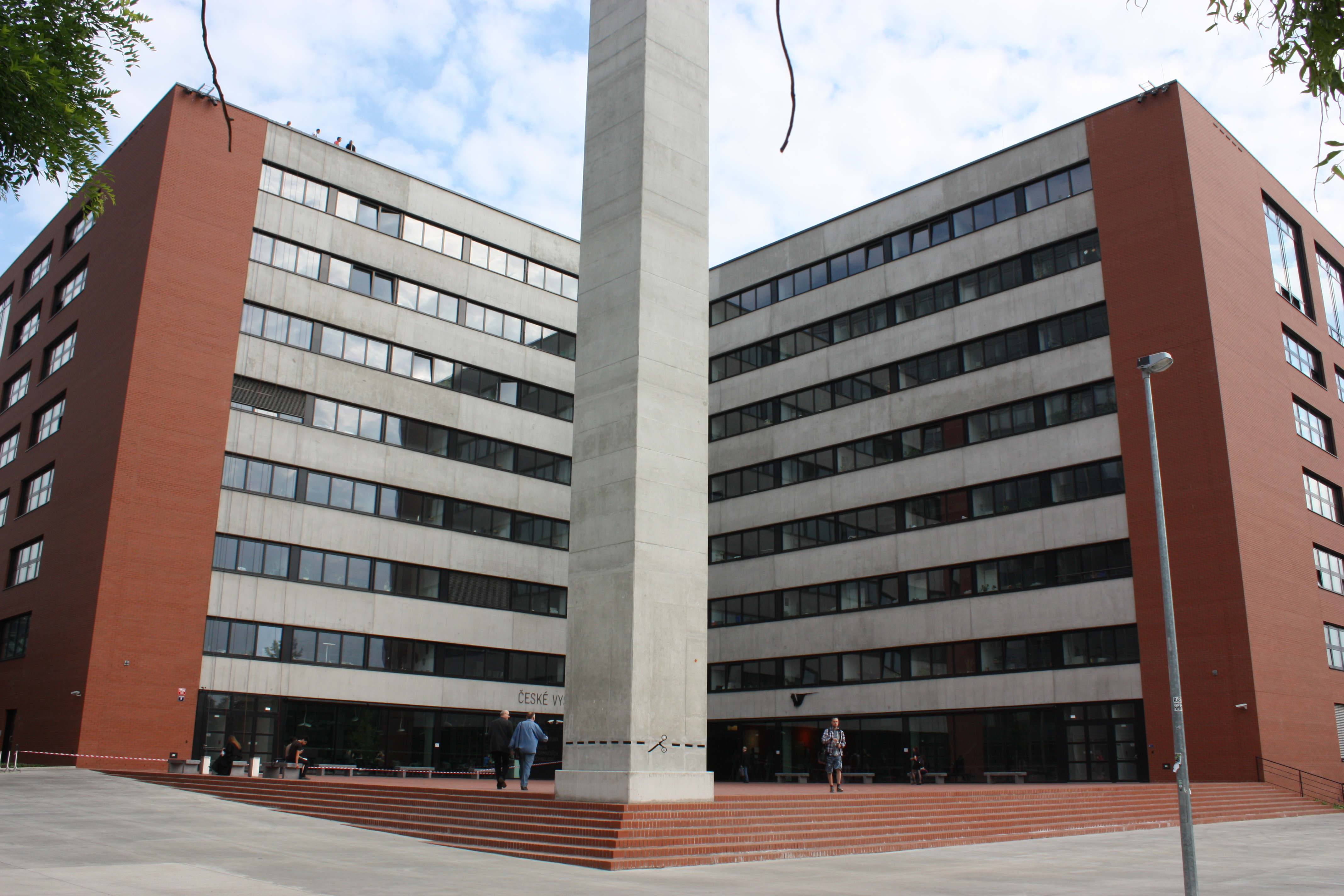
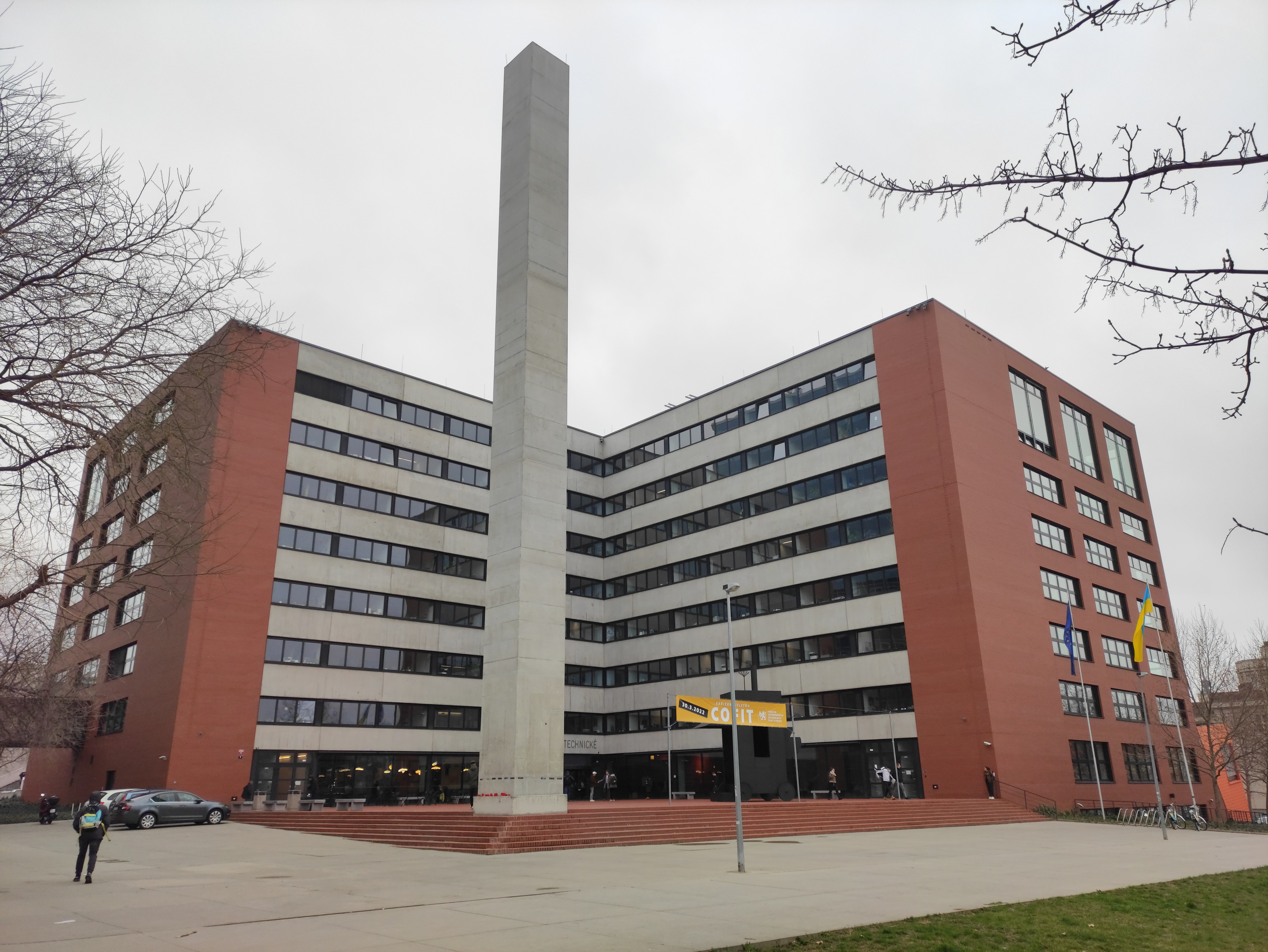